# 馬里圭塔爾
馬里圭塔爾（西班牙語：Marigüitar），是委內瑞拉的城鎮，位於該國北部蘇克雷州，是玻利瓦爾市的首府，距離庫馬納約20公里，該鎮設有大型魚類加工廠，人口約30,000。